# Kenny Floret
Kenny Floret (Créteil, 1998) è un giocatore di football americano francese, che  gioca come defensive back per i Paris Musketeers..
Dopo aver giocato per le giovanili dei Météores de Fontenay-sous-Bois passa in prima squadra ai finlandesi Kuopio Steelers. Nella stagione 2022 gioca per i tedeschi Dresden Monarchs, mentre nel 2023 gioca prima per gli Aigles Rouges de Nice e poi in ELF ai Paris Musketeers.

## Palmarès
- 1 Vaahteramalja (Kuopio Steelers, 2021)